# Jacques Gallot
Jacques Gallot (genannt Vieux Gallot de Paris: Jacques Gallot der Ältere) (* unbekannt; † nach 1690 in Paris) war ein französischer Lautenist und Komponist.

## Leben
Gallot stammt aus einer Pariser Familie von Lautenisten und Komponisten. Er lernte bei Ennemond Gaultier.
Von Gallot sind etwa 100 Werke überliefert, zum Teil in einer gedruckten Sammlung, sowie in 15 handschriftlichen Quellen, von denen eine nach 1686 angelegt wurde. Im Druck von 1682 sind Stücke zum Teil mit dem Namen vieux Gallot signiert. Der Druck enthält auch eine Anleitung zum Lautenspiel und eine Tabelle mit 12 Verzierungszeichen und mit Fingersätzen. Die Titel seiner Stücke beziehen sich häufig auf weibliche Figuren: La Fontange, La Montespan, aber auch höfische Personen in Tombeaux: Turenne, Condé, Madame. Robert de Visée widmete ihm postum ein Tombeau.
Als Musiker wurden auch sein Bruder Antoine und ein Neffe, der als
Gallot le jeune bezeichnet wurde, bekannt, es wird auch ein Bruder Alexandre Gallot (ca. 1625 bis 1684) genannt.
Ottorino Respighi  transkribierte 1927 ein Stück von Gallot im Satz La colomba seiner Suite Gli Uccelli.

## Kompositionen
- Pièces de luth composées sur différens mode. E. Pohlmann, Paris 1670 oder 1682  [Nachdruck 1980]
- Œuvres des Gallot, 1987
- Stücke für Barocklaute. München : Tree-Edition, 1999